# Бахшылы
Бахшылы (азерб. Baxışlı) — деревня в Хызынском районе Азербайджана. Находится на расстоянии 13 км от города Хызы, и в 6 км от поселка Алтыагадж. В деревне около 60 хозяйств, население около 400 человек.
Деревня — находится в живописном месте, со всех сторон горы, горная речка Атачай, поля, леса. Распространено разведение зерновых, животноводство, пчеловодство.